# Liste der Kulturdenkmale in Steinberg (Schleswig)
In der Liste der Kulturdenkmale in Steinberg sind alle Kulturdenkmale der schleswig-holsteinischen Gemeinde Steinberg (Kreis Schleswig-Flensburg) und ihrer Ortsteile aufgelistet (Stand: 14. April 2025).
Die Bodendenkmale sind in der Liste der Bodendenkmale in Steinberg (Schleswig) aufgeführt.

## Legende
In den Spalten befinden sich folgende Informationen:
- Objekt-ID: die Nummer des Kulturdenkmales
- Lage: die Adresse des Kulturdenkmales und die geographischen Koordinaten. Kartenansicht, um Koordinaten zu setzen. In der Kartenansicht sind Kulturdenkmale ohne Koordinaten mit einem roten Marker dargestellt und können in der Karte gesetzt werden. Kulturdenkmale ohne Bild sind mit einem blauen Marker gekennzeichnet, Kulturdenkmale mit Bild mit einem grünen Marker.
- Offizielle Bezeichnung: Bezeichnung des Kulturdenkmales
- Beschreibung: die Beschreibung des Kulturdenkmales
- Bild: ein Bild des Kulturdenkmales

## Bauliche Anlagen
| Objekt-ID      | Lage                                          | Offizielle Bezeichnung | Beschreibung | Bild                             |
| -------------- | --------------------------------------------- | ---------------------- | --- | -------------------------------- |
| 9106 Wikidata  | Norderstraße 27 (54° 45′ 17″ N, 9° 46′ 39″ O) | Abnahmehaus            | Alteintragung (Aktualisierung vorgesehen) - Begründung: Alteintragung (Aktualisierung vorgesehen) - Schutzumfang: Alteintragung (Aktualisierung vorgesehen) - Denkmaltyp: Bauliche Anlage | Fotos hochladen                  |
| 9105 Wikidata  | Nordstraße 1 (54° 45′ 16″ N, 9° 46′ 38″ O)    | Wohnhaus               | Alteintragung (Aktualisierung vorgesehen) - Begründung: Alteintragung (Aktualisierung vorgesehen) - Schutzumfang: Alteintragung (Aktualisierung vorgesehen) - Denkmaltyp: Bauliche Anlage | Fotos hochladen                  |
| 9107 Wikidata  | Nordstraße 1 (54° 45′ 16″ N, 9° 46′ 40″ O)    | östl. Stallscheune     | Alteintragung (Aktualisierung vorgesehen) - Begründung: Alteintragung (Aktualisierung vorgesehen) - Schutzumfang: Alteintragung (Aktualisierung vorgesehen) - Denkmaltyp: Bauliche Anlage | Fotos hochladen                  |
| 9108 Wikidata  | Nordstraße 1 (54° 45′ 15″ N, 9° 46′ 37″ O)    | westl. Stallscheune    | Alteintragung (Aktualisierung vorgesehen) - Begründung: Alteintragung (Aktualisierung vorgesehen) - Schutzumfang: Alteintragung (Aktualisierung vorgesehen) - Denkmaltyp: Bauliche Anlage | BW                               |
| 9109 Wikidata  | Nordstraße 1 (54° 45′ 16″ N, 9° 46′ 41″ O)    | Back- und Waschhaus    | Alteintragung (Aktualisierung vorgesehen) - Begründung: Alteintragung (Aktualisierung vorgesehen) - Schutzumfang: Alteintragung (Aktualisierung vorgesehen) - Denkmaltyp: Bauliche Anlage | BW                               |
| 12682 Wikidata | Oestergaard 2 (54° 45′ 25″ N, 9° 48′ 34″ O)   | Herrenhaus             | Herrenhaus; 1856; Haupthaus des als Dreiseithof angelegten Gutes Oestergaard, zweigeschossiger traufständiger Putzbau über elf Achsen auf hohem Souterraingeschoss, mit schiefergedecktem Satteldach, Vorder- und Rückseite annähernd gleich gestaltet: die mittleren drei Achsen leicht vorgezogen mit aufwändiger gusseiserner Freitreppe, Fassadengliederung durch profilierte Gesimsbänder und Fensterrahmungen, teilweise Stuckfelder - Begründung: geschichtlich, künstlerisch, städtebaulich, Kulturlandschaft prägend - Schutzumfang: gesamtes Objekt - Denkmaltyp: Bauliche Anlage | weitere Fotos \| Fotos hochladen |
| 1821 Wikidata  | Steinbergholz 21 (54° 46′ 7″ N, 9° 48′ 24″ O) | Wohnhaus               | Alteintragung (Aktualisierung vorgesehen) - Begründung: Alteintragung (Aktualisierung vorgesehen) - Schutzumfang: Alteintragung (Aktualisierung vorgesehen) - Denkmaltyp: Bauliche Anlage | Fotos hochladen                  |

## Quelle
- Liste der Kulturdenkmale in Schleswig-Holstein – Kreis Schleswig-Flensburg

- Karte mit allen Koordinaten:
- OSM |
- WikiMap